# Гадималиев, Ариф Маасиф оглы
Ариф Маасиф оглы Гадималиев (азерб. Arif Maasif oğlu Qədiməliyev; 13 июля 1975, Агстафинский район — 17 марта 1995, Баку) — военнослужащий Вооружённых сил Республики Азербайджан. Национальный герой Азербайджана (1995, посмертно).

## Биография
Родился Ариф Гадималиев 13 июля 1975 года в селе Даг-Кесаман, Агстафинского района, Азербайджанской ССР. В 1992 году завершил обучение в сельской средней школе. Некоторое время работал в совхозе имени Навои.
В 1993 году был призван в ряды Национальной армии Азербайджана Агстафинским районным военным комиссариатом. Он прошел военную подготовку в Сумгаите и Гусаре. 18 января 1994 года направлен на фронт в Карабах. Первые задания Ариф в ходе боевых действий выполнял в качестве разведчика. Опыт, полученный на военных учениях, помог ему в выполнении воинского долга на передовой. В составе войсковой части № 172 он принимал активное участие в боях за Физули, Кельбаджар, Муровдаг, заслужил уважение и благодарность командиров как разведчик и стрелок-наводчик. Он дорожил каждым сантиметром родной земли. Участвовал в военных операциях, проводимых в Агдеринском и Тертерском районах.
13-17 марта 1995 год принимал участие в подавлении и нейтрализации незаконных формирований, бывших членов отряда полиции особого назначения, действующих с целью государственного переворота в Азербайджанской Республики. В ходе противостояния с мятежниками в городе Баку в ночь с 16 на 17 марта получил смертельные ранения, в результате которых погиб.
Ариф был не женат.

## Память
Указом Президента Азербайджанской Республики № 307 от 4 апреля 1995 года Арифу Маасиф оглы Гадималиеву было присвоено звание Национального героя Азербайджана (посмертно).
Похоронен в родном селе Даг-Кесаман.
В городе Агстафа установлен бюст Национальному герою Азербайджана. Дом культуры носит имя Арифа Гадималиева.